# Zwergbaummäuse
Die Zwergbaummäuse (Haeromys) sind eine Nagetiergattung aus der Gruppe der Altweltmäuse (Murinae). Die Gattung umfasst drei Arten.

## Allgemeines
Zwergbaummäuse zählen zu den kleinsten Nagetieren überhaupt. Sie erreichen eine Kopfrumpflänge von 5,6 bis 7,6 Zentimetern, der Schwanz misst 11 bis 14 Zentimeter. Ihr Fell ist weich, es ist am Rücken braun oder rötlichbraun, der Bauch ist weiß. Die Ohren sind klein und spärlich behaart, der Schwanz ist mit kurzen Haaren bedeckt. Die Pfoten sind an eine baumbewohnende Lebensweise angepasst, die erste Zehe ist opponierbar.
Zwergbaummäuse leben in Südostasien, ihr Verbreitungsgebiet umfasst die Inseln Borneo, Palawan und Sulawesi. Ihr Lebensraum sind Wälder, sie halten sich zumeist in den Bäumen auf. Sie errichten runde Blätternester in Baumhöhlen und ernähren sich vermutlich zumindest teilweise von Samen.

## Systematik
Nach Wilson & Reeder (2005) sind die Zwergbaummäuse Teil der Micromys-Gruppe innerhalb der Altweltmäuse. Lecompte et al. (2008) bezweifeln diese Einordnung und führen die Gattung unter incertae sedis, das heißt mit unklarem Stand.
Es sind drei Arten bekannt:
- Haeromys margarettae lebt im nördlichen Borneo.
- Haeromys minahassae ist im nördlichen und mittleren Sulawesi beheimatet.
- Haeromys pusillus kommt auf Borneo und Palawan vor.

Hauptbedrohung für diese Tiere ist die Zerstörung ihres Lebensraums. Die IUCN listet H. minahassae und H. pusillus als „gefährdet“ (vulnerable), für H. margarettae sind keine genauen Daten verfügbar.